# Anolis rodriguezii
Espèce
Synonymes
- Anolis rodriguezi Bocourt, 1873
- Norops rodriguezi (Bocourt, 1873)
- Anolis rubigenosus Bocourt, 1873
- Anolis aureolus Cope, 1885
- Anolis acutirostris Ives, 1891

Anolis rodriguezii est une espèce de sauriens de la famille des Dactyloidae. 

## Répartition
Cette espèce se rencontre au Honduras, au Guatemala, au Belize et au Mexique au Quintana Roo, au Yucatán, au Campeche, au Veracruz et en Oaxaca. Elle se rencontre entre 780 et 1 500 m d'altitude.

## Étymologie
Cette espèce est nommée en l'honneur de Juan J. Rodriguez Luna (1840–1916).

## Publication originale
- Bocourt, 1873 : in Recherches Zoologiques pour servir à l'Histoire de la Faune de l'Amérique Centrale et du Mexique. Mission Scientifique au Mexique et dans l'Amérique Centrale, Recherches zoologiques. Part 2, sect. 1. in Duméril, Bocourt & Mocquard, 1870-1909, Études sur les reptiles, vol. 2-15, p. 33-860.